# Biblia w przekładzie Ewangelicznego Instytutu Biblijnego
Biblia, to jest Pismo Święte Starego i Nowego Przymierza (znana także jako Biblia Ewangeliczna, Przekład literacki, Zarembówka) – protestancki przekład Pisma Świętego na współczesny język polski. Jest drugim przekładem Pisma Świętego dokonanym przez Ewangeliczny Instytut Biblijny z języków oryginalnych. Autorami przekładu są pastor dr Piotr Zaremba oraz Anna Haning. 
Przekład jest częścią tryptyku przekładów: Dosłownego, Literackiego i Egzegetycznego, jako pierwszy został wydany drukiem.
14 czerwca 2016 została wydana „Biblia, to jest Pismo Święte Starego i Nowego Przymierza”, która zawiera cały przekład łącznie ze Starym Testamentem.
Elektroniczna wersja „Nowego Przymierza i Psalmów” wydana przez Logos Media w roku 2012, we współpracy z Ewangelicznym Instytutem Biblijnym, była pierwszym polskojęzycznym ebookiem z tekstem Pisma Świętego (udostępnionym w formacie EPUB i MOBI). W roku 2016, również nakładem wydawnictwa Logos Media, ukazało się pełne wydanie Biblii w formie ebooka.

## Charakterystyka przekładu

### Cele przekładu
Wydanie nowego przekładu Pisma Świętego miało na celu ułatwienie lektury osobom, dla których specjalistyczny i nieaktualny język Biblii warszawskiej czy Biblii gdańskiej nie pozwala zagłębić się w przekazywany sens.

### Literackość a wierność przekładu
W nazwie przekładu użyto wyrażenia Literacki, ponieważ starano się jak najlepiej przekazać oryginał grecki, wykorzystując piękno języka polskiego. Jednak zawsze wierność przekładu była traktowana priorytetowo. Dlatego w ważnych miejscach przekład odchodzi od zasad gramatyki polskiej, aby uwypuklić przekaz dosłowny.
Literackość odnosi się głównie do:
- opisów życia codziennego;
- narracji historycznych i geograficznych;
- używania zaimków zamiast powtarzania słów;
- wtrącania imion tam, gdzie ich brak mógłby zaburzyć przekaz;
- przekładu idiomów i związków frazeologicznych;
- do miar i wag w miejscach, gdzie nie mają znaczenia symbolicznego.

### Zagadnienia terminologiczne
Tłumacze odeszli także od powszechnie przyjętych określeń nowotestamentowych, na przykład:
- Opiekun zamiast Pocieszyciel (por. Paraklet);
- przełożony lub starszy zamiast biskup;
- opiekun lub przedstawiciel zamiast diakon;
- miejsce kary lub gęste mroki zamiast piekło.

Starano się jednak nie zmieniać tłumaczeń słów o znaczeniu teologicznym (np.: duch, dusza, grzech, odkupienie, potępienie, przebłaganie, ucisk, zbawienie itp).

### Tetragram JHWH
Występujące powszechnie w Starym Przymierzu imię własne Boga, oddawano w formie PAN w miejsce JHWH. 
Tam jednak, gdzie domagał się tego kontekst, użyto tetragramu JHWH, (hebr. יהוה), który zwokalizowany brzmi: Jahwe.
Tetragram zastosowano w zdaniach typu: „A Jego imię brzmi…”, w opisach kluczowych momentów objawienia, jak Wj 3 i 6, oraz w wyrażeniach o dużym nagromadzeniu określeń Boga.

### Onomastykon
Co do imion i nazw własnych, w przekładzie literackim kierowano się zasadami podanymi w Onomastykonie Biblii Hebrajskiej i Nowego Testamentu autorstwa Krzysztofa Sielickiego (2010. Warszawa: Vocatio), jednak nie bez odstępstw uznanych za konieczne. Odstępstwa te dotyczą głównie:
1. Imion teoforycznych;
2. Imion i nazw własnych z ustaloną w języku polskim pisownią;
3. Imion i nazw własnych trudniejszych do odnalezienia, w podanej w Onomastykonie formie, w literaturze anglojęzycznej oraz na stronach internetowych;
4. Imion i nazw własnych, których podana w Onomastykonie forma rodzi w języku polskim na przykład humorystyczne skojarzenia.

### Wokalizacja i idiomy
Pojawiające się w przypisach wyrażenia hebrajskie zostały zwokalizowane w sposób uproszczony z wyjątkiem miejsc, w których wokalizacja pokrywa się z brzmieniem polskiego odpowiednika. Wokalizacja ta nie uwzględnia znaków akcentowych. Wyrażenia greckie nie zostały zwokalizowane.
Do idiomów zaliczono słowa, zwroty i wyrażenia charakterystyczne tylko dla hebrajskiego i greckiego sposobu opisywania rzeczywistości, a także antropomorfizmy, personifikacje przedmiotów nieożywionych oraz zwroty możliwe do zaklasyfikowania w kategorii wyrażeń symbolicznych lub metafor. Umieszczano je w przypisach, tłumacząc w tekście głównym ich znaczenie, ale też umieszczano w tekście głównym, podając w przypisach ich znaczenie. O wyborze miejsca umieszczenia idiomu decydował w każdym przypadku kontekst lub względy poznawcze i estetyczne

### Konfesyjność przekładu
Zamiarem autorów było, aby nowy przekład mógł być wykorzystywany przez całe społeczeństwo, dlatego starano się, aby nie był to przekład stricte wyznaniowy. Używany jest w ewangelizacji, w tym celu Liga Biblijna udostępnia tańsze lub darmowe edycje.

## Tekst źródłowy Nowego Przymierza
W trakcie pracy nad przekładem początkowo przełożono tekst grecki na dosłowne tłumaczenie na język polski, powstał w ten sposób Przekład Dosłowny. Następnie tak przygotowany tekst przekształcono na Przekład Literacki.
Podstawą prac przekładowych ksiąg Nowego Przymierza był tekst i aparat krytyczny zawarty zarówno w dwudziestym siódmym, jak i w dwudziestym ósmym wydaniu Novum Testamentum Graece Nestlego-Alanda (NA27 i NA28, odpowiednio: 1993 i 2012, Stuttgart: Deutsche Bibelgesellschaft). 
Jednak dodatkowo włączono do tekstu następujące warianty tekstowe, które są powszechnie uznane w chrześcijaństwie ewangelicznym:
- Z Tekstu Większościowego – Mt 6,13b; Mt 17,21; Mt 18,11; Mt 18,15a; Mt 23,14; Mk 7,16; Mk 9,44; Mk 9,46; Mk 11,26; Mk 15,28; Łk 1,28; Łk 9,55-56; Łk 17,36; Łk 23,17; J 5,3b-4; 1 Kor 11,29;
- Z Tekstu Przyjętego – Dz 8,37; Dz 15,34;

Warianty tekstowe są oznaczone w przypisach.
Tekst Listów Powszechnych zweryfikowano w oparciu o NA28, jako że tylko w obrębie tych Listów wydawcy tekstu greckiego dokonali zmian w oparciu o nowo opracowaną wytyczną, tzw. metodę genealogii spójnych wariantów (ang. Coherence Based Genealogical Method, w skrócie CBGM). Zgodnie z tą nazwą opiera się ona na statystycznej spójności pomiędzy wariantami potencjalnego poprzednika danego świadectwa tekstowego a wariantami jego niekoniecznie bezpośredniego następnika. Metoda ta przywraca miejsce w tekście głównym NA28 tym wariantom tekstowym, które – jako późniejsze – w NA27 znajdowały się w aparacie krytycznym. W ten sposób tekst grecki najnowszego wydania Novum Testamentum Graece w obrębie Listów Powszechnych jest bardziej zbliżony do Tekstu większościowego. Ważniejsze warianty tekstowe zostały w przekładzie szczegółowo opisane. Sposób opisu jest w większości przypadków taki, jak w aparacie krytycznym NA27 lub, szczególnie w obrębie Listów Powszechnych, taki jak w NA28.

## Tekst źródłowy Starego Przymierza
Tekstem źródłowym dla przekładu ksiąg Starego Przymierza były:
- Biblia Hebraica Stuttgartensia (BHS);

- Biblia Hebraica Quinta (BHQ) (w zakresie ksiąg opublikowanych, to jest Księgi Powtórzonego Prawa, Księgi Sędziów, Ksiąg Pięciu Megilot, Ksiąg Ezdrasza i Nehemiasza oraz Proroków Mniejszych);

- Pięcioksiąg Samarytański (PS);

- Zwoje znad Morza Martwego (ZMM);

- Septuaginta (LXX) (w zakresie hebrajskiego Tanach).

Tekst główny przekładu trzydziestu dziewięciu ksiąg Starego Przymierza nie jest konsekwentnym tłumaczeniem tekstu masoreckiego (MT) podanego w BHS. Znalazły w nim odzwierciedlenie również warianty tekstowe BHQ, PS, ZMM i LXX.
Dobór wariantów tekstu wyjściowego podporządkowany był koncepcji spójności logicznej tekstu Starego Przymierza, ale także spójności logicznej jego tekstu z pismami Nowego Przymierza. Tam, gdzie tekst główny odbiega od MT, zostało to wyraźnie zaznaczone i opatrzone uwagami krytycznymi. 
W przekładzie uwzględniono tylko ważniejsze warianty tekstowe BHQ, PS, ZMM i LXX. Takie podejście uzasadniono trzema względami: 
1. Odkrycie zwojów znad Morza Martwego rzuciło nowe światło na tekst masorecki, a przez to na Septuagintę, która dzięki temu zyskała na znaczeniu.
2. Sama Septuaginta, pojmowana w tych rozważaniach jako grecki przekład ksiąg Biblii hebrajskiej, nie jest konsekwentnym tłumaczeniem tekstu masoreckiego w takiej formie, w jakiej podaje go BHS.
3. Tekst Septuaginty jest w niektórych przypadkach bardziej zgodny z tekstem manuskryptów znad Morza Martwego, a w co najmniej dwóch przypadkach, z tekstem dokumentów dziś już nieznanych. Jest to o tyle ważne, że z Septuaginty korzystali autorzy Nowego Testamentu.

Zdanie autorów konsekwentne przekładanie tekstu masoreckiego czasem niepotrzebnie wprowadza do Pisma Świętego Starego i Nowego Przymierza rozbieżności znaczeniowe, co jest szczególnie ważne w przypadku starotestamentowych cytatów w Nowym Przymierzu.

## Historia wydań

### Wydanie pierwsze
Do 2006 na stronach internetowych Instytutu opublikowano (w postaci plików PDF) jedynie trzy ewangelie: Marka, Łukasza i Jana. Te same ewangelie wydane zostały jako broszurki przez Ligę Biblijną. W 2007 opublikowano także w formie PDF Ewangelię Mateusza oraz List do Galatów, zaś w listopadzie nakładem Ligi Biblijnej ukazał się cały Nowy Testament.

### Wydanie drugie
W 2008 roku ukazało się wydanie drugie, zawierające korekty w tekście Nowego Testamentu względem wydania pierwszego. Dokonano także zmian stylistycznych (zmieniono układ na dwuszpaltowy, usunięto odsyłacze oraz opisy wariantów tekstowych), dzięki czemu te wydanie jest bardziej zwarte objętościowo.

### Wydanie trzecie
W listopadzie 2012 ukazało się trzecie wydanie Nowego Przymierza i Psalmów, oddające w ręce czytelników także Księgę Psalmów. Cofnięto zmiany stylistyczne wprowadzone w drugim wydaniu (przywrócono układ jednoszpaltowy, odsyłacze i dodano przypisy).
To wydanie zostało także udostępnione jako e-book oraz audiobook. Jest także dostępne w Internecie na portalu BibleGateway.

### Wydanie czwarte
Kolejne wydanie zostało udostępnione w listopadzie 2015 roku. Jest to pierwszy polski przekład opierający się na dwudziestym ósmym wydaniu Novum Testamentum Graece Nestlego-Alanda z 2012 roku.

## Odbiór przekładu
Idea nowego przekładu została pozytywnie przyjęta w polskim środowisku chrześcijan ewangelicznych.
- Zdaniem prof. dr. hab. Andrzeja Zaborskiego z Instytutu Filologii Orientalnej UJ, przekład Biblii Ewangelicznej (przekład literacki) Anny Haning (Józak) i Piotra Zaremby to obok przekładu Popowskiego, najlepszy przekład Nowego Testamentu na współczesny język polski. Językoznawca, odnosząc się do polskich przekładów Pisma Świętego, wyraża opinię, że: ...lepiej byłoby, żeby w roli konsultantów występowali teolodzy, a przekładali dobrzy tłumacze, chyba że kiedyś znajdzie się ktoś dobrze łączący wszystkie konieczne dziedziny wiedzy oraz umiejętności, czego bardzo bliski okazał się ks. Popowski, a w jeszcze większym stopniu Anna Józak i Piotr Zaremba, których przekłady, niestety mało znane, uważam za najlepsze[9].
- Serwis psnt.pl – ANTOLOGIA POLSKICH PRZEKŁADÓW PO II WOJNIE ŚWIATOWEJ zajmujący się analizą przekładów z greckiego na polski napisał o Przekładzie Literackim Osobiście uważam, że to jeden z najlepszych, jeśli nie najlepszy, polski przekład NT[10]. W tym serwisie znajdują się opisy aż dwudziestu siedmiu polskich przekładów Biblii.